# Politique dans la Côte-d'Or
Le département français de la Côte-d'Or est un département créé le 4 mars 1790 en application de la loi du 22 décembre 1789, à partir des anciennes provinces de Bourgogne et de Champagne. Les 698 actuelles communes, dont presque toutes sont regroupées en intercommunalités, sont organisées en 23 cantons permettant d'élire les conseillers départementaux. La représentation dans les instances régionales est quant à elle assurée par 19 conseillers régionaux. Le département est également découpé en 5 circonscriptions législatives, et est représenté au niveau national par cinq députés et trois sénateurs. 

## Représentation politique et administrative

### Préfets et arrondissements

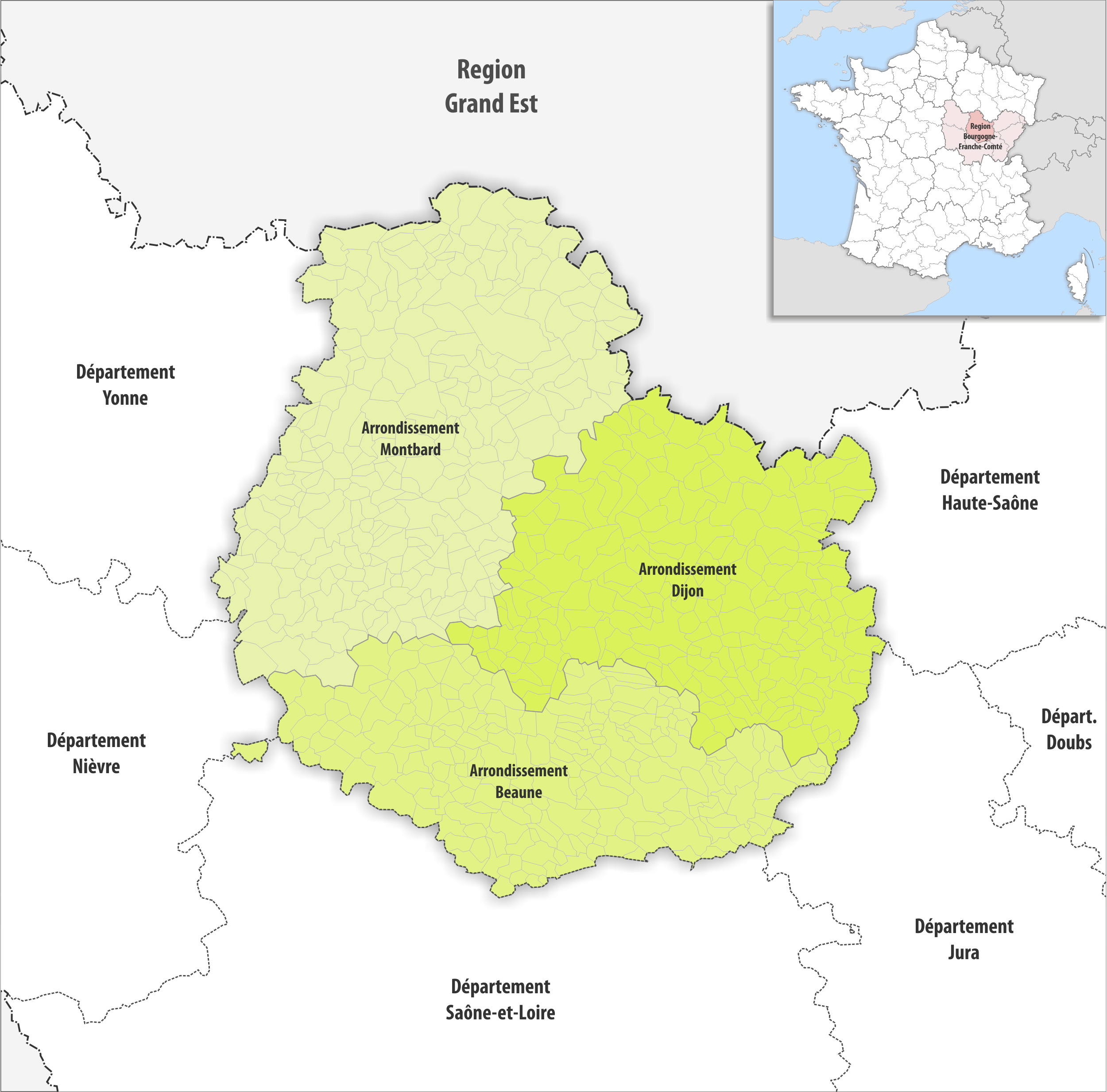
Arrondissements

La préfecture de la Côte-d'Or est localisée à Dijon. Le département possède en outre deux sous-préfectures à Beaune et Montbard. Jusqu'en 1926, deux sous-préfectures supplémentaires étaient situées à Châtillon-sur-Seine et Semur.

### Députés et circonscriptions législatives

Circonscriptions et affiliations à l'issue des élections de 2024.

| Circ. | Nom               |  | Parti | Groupe                    | Suppléant           |
| ----- | ----------------- |  | ----- | ------------------------- | ------------------- |
| 1re   | Océane Godard     |  | PS    | Socialistes et apparentés | Stéphane Woynaroski |
| 2e    | Catherine Hervieu |  | LÉ    | Écologiste et social      | David Camus         |
| 3e    | Pierre Pribetich  |  | PS    | Socialistes et apparentés | Gaëlle Thomas       |
| 4e    | Hubert Brigand    |  | LR    | Droite républicaine       | Eliane Gainait      |
| 5e    | René Lioret       |  | RN    | Rassemblement national    | Honorine Dubief     |

### Sénateurs
| Nom                    |  | Parti | Groupe                                                             | Autres mandats (passés ou actuels)                                              |
| ---------------------- |  | ----- | ------------------------------------------------------------------ | ------------------------------------------------------------------------------- |
| Alain Houpert          |  | LR    | Groupe Les Républicains                                            | Maire de Salives (1995 → 2014) Conseiller général de la Côte-d'Or (1998 → 2014) |
| Anne-Catherine Loisier |  | UDI   | Groupe Union centriste                                             | Maire de Saulieu (2008 → 2017)                                                  |
| François Patriat       |  | LREM  | Groupe Rassemblement des démocrates, progressistes et indépendants | Maire de Chailly-sur-Armançon (1989 → 2001) Député (1981 → 1993 ; 1997 → 2000)  |

### Conseillers départementaux

Cantons et affiliations à l'issue des élections de 2021.

| Canton                 | Conseiller Sortant         | Parti | Parti | Conseiller Élu             | Parti | Parti |
| ---------------------- | -------------------------- | ----- | ----- | -------------------------- | ----- | ----- |
| Arnay-le-Duc           | Béatrice Moingeon-Hermary  |       | PS    | Isabelle Cognard           |       | DVG   |
| Arnay-le-Duc           | Pierre Poillot             |       | PS    | Pierre Poillot             |       | PS    |
| Auxonne                | Dominique Girard           |       | DVD   | Marie-Claire Bonnet-Vallet |       | UDI   |
| Auxonne                | Marie-Claire Vallet        |       | UDI   | Sébastien Sordel           |       | UDI   |
| Beaune                 | Marie-Laure Rakic          |       | DVD   | Pierre Bolze               |       | LR    |
| Beaune                 | Jean-Pierre Rebourgeon     |       | LR    | Charlotte Fougere          |       | LR    |
| Brazey-en-Plaine       | Emmanuelle Coint           |       | LR    | Emmanuelle Coint           |       | LR    |
| Brazey-en-Plaine       | Gilles Delepau             |       | DVD   | Gilles Delepau             |       | DVD   |
| Châtillon-sur-Seine    | Valérie Bouchard           |       | DVD   | Valérie Bouchard           |       | DVD   |
| Châtillon-sur-Seine    | Hubert Brigand             |       | LR    | Hubert Brigand             |       | LR    |
| Chenôve                | Dominique Michel           |       | DVG   | Patrick Audard             |       | PS    |
| Chenôve                | Jeannine Tisserandot       |       | G.s   | Caroline Carlier           |       | G.s   |
| Chevigny-Saint-Sauveur | Michel Bachelard           |       | PS    | Guillaume Ruet             |       | LR    |
| Chevigny-Saint-Sauveur | Dénia Hazhaz               |       | PS    | Viviane Vuillermot         |       | LR    |
| Dijon-1                | Danielle Darfeuille        |       | LR    | Clémentine Barbier         |       | LR    |
| Dijon-1                | François-Xavier Dugourd    |       | LR    | François-Xavier Dugourd    |       | LR    |
| Dijon-2                | Nathalie Koenders          |       | PS    | Billy Chrétien             |       | EÉLV  |
| Dijon-2                | Lionel Bard                |       | PS    | Nathalie Koenders          |       | PS    |
| Dijon-3                | Hamid El Hassouni          |       | PS    | Hamid El Hassouni          |       | PS    |
| Dijon-3                | Sandrine Hily              |       | DVG   | Catherine Hervieu          |       | EÉLV  |
| Dijon-4                | Anne Erschens              |       | LR    | Nuray Akpinar-Istiquam     |       | PS    |
| Dijon-4                | Ludovic Rochette           |       | DVD   | Benoît Bordat              |       | Cap21 |
| Dijon-5                | Christophe Avena           |       | PS    | Christophe Avena           |       | PS    |
| Dijon-5                | Colette Popard             |       | PS    | Marie-Thérèse Pugliese     |       | PS    |
| Dijon-6                | Céline Maglica             |       | PS    | Céline Maglica             |       | PS    |
| Dijon-6                | Massar N'Diaye             |       | PS    | Massar N'Diaye             |       | PS    |
| Fontaine-lès-Dijon     | Patrick Chapuis            |       | LR    | Patrick Chapuis            |       | LR    |
| Fontaine-lès-Dijon     | Patricia Gourmand          |       | LR    | Patricia Gourmand          |       | LR    |
| Genlis                 | Vincent Dancourt           |       | LR    | Martial Mathiron           |       | DVG   |
| Genlis                 | Christelle Meheu           |       | DVD   | Gaëlle Thomas              |       | DVG   |
| Is-sur-Tille           | Charles Barrière           |       | LR    | Charles Barrière           |       | LR    |
| Is-sur-Tille           | Catherine Louis            |       | UDI   | Catherine Louis            |       | UDI   |
| Ladoix-Serrigny        | Anne Parent                |       | DVD   | Anne Parent                |       | DVD   |
| Ladoix-Serrigny        | Denis Thomas               |       | LR    | Denis Thomas               |       | LR    |
| Longvic                | Christophe Lucand          |       | PS    | Christophe Lucand          |       | PS    |
| Longvic                | Céline Tonot               |       | PS    | Céline Tonot               |       | PS    |
| Montbard               | Marc Frot                  |       | UDI   | Marc Frot                  |       | UDI   |
| Montbard               | Laurence Porte             |       | UDI   | Laurence Porte             |       | UDI   |
| Nuits-Saint-Georges    | Valérie Dureuil            |       | DVD   | Valérie Dureuil            |       | DVD   |
| Nuits-Saint-Georges    | Hubert Poullot             |       | LR    | Hubert Poullot             |       | LR    |
| Saint-Apollinaire      | Christine Richard          |       | DVD   | Christine Blanc            |       | DVD   |
| Saint-Apollinaire      | Laurent Thomas             |       | LR    | Laurent Thomas             |       | LR    |
| Semur-en-Auxois        | Martine Eap-Dupin          |       | LR    | Martine Eap-Dupin          |       | LR    |
| Semur-en-Auxois        | François Sauvadet          |       | UDI   | François Sauvadet          |       | UDI   |
| Talant                 | Christine Renaudin-Jacques |       | G.s   | Alain Lamy                 |       | LR    |
| Talant                 | Paul Robinat               |       | PS    | Céline Vialet              |       | DVC   |

### Conseillers régionaux
Présidence : Marie-Guite Dufay (Doubs)
|            | Parti | Siège |
| ---------- | ----- | ----- |
| Majorité   |       |       |
|            | PS    | 6     |
|            | PCF   | 1     |
|            | EELV  | 1     |
|            | PRG   | 1     |
|            | GE    | 1     |
|            | DVG   | 1     |
| Opposition |       |       |
|            | RN    | 3     |
|            | LR    | 2     |
|            | DLF   | 1     |
|            | LREM  | 1     |
|            | DVC   | 1     |
|            | DVD   | 1     |

### Maires

Carte des 698 communes de la Côte-d'Or au 1er janvier 2022.

| Commune                | Maire             |  | Parti | Élection | Population |
| ---------------------- | ----------------- |  | ----- | -------- | ---------- |
| Beaune                 | Alain Suguenot    |  | LR    | 1995     | 21 031     |
| Chenôve                | Thierry Falconnet |  | PS    | 2015     | 13 910     |
| Chevigny-Saint-Sauveur | Guillaume Ruet    |  | LR    | 2019     | 11 326     |
| Dijon                  | François Rebsamen |  | PS    | 2015     | 156 920    |
| Talant                 | Fabian Ruinet     |  | LR    | 2020     | 11 689     |